# فرودگاه شهرستان هرنپاین
فرودگاه شهرستان هرنپاین (به انگلیسی: Hornepayne Municipal Airport) یک فرودگاه همگانی با کد یاتا YHN است که یک باند فرود آسفالت دارد و طول باند آن ۱۰۶۷ متر است. این فرودگاه در کشور کانادا قرار دارد و در ارتفاع ۳۳۵ متری از سطح دریا واقع شده‌است.